# Lestards
Lestards település Franciaországban, Corrèze megyében. Lakosainak száma 115 fő (2022. január 1.). Lestards Gourdon-Murat, Pradines, Saint-Hilaire-les-Courbes, Treignac, Veix és Viam községekkel határos.

## Népesség
A település népességének változása:
| Lakosok száma | 139  | 92   | 106  | 109  | 103  | 104  | 106  | 109  | 110  | 115  |
|               | 1968 | 1982 | 1990 | 2006 | 2013 | 2015 | 2017 | 2019 | 2020 | 2022 |